# Orde van het Kruis van Terra Mariana
De Orde van het Kruis van Terramariana, ook wel aangeduid als Orde van het Kruis van Terra Mariana (Estisch: Maarjamaa Risti teenetemärk), werd in 1995 in Estland ingesteld om het herstel van de in 1940 verloren gegane soevereiniteit luister bij te zetten. De orde wordt aan de Estse president en aan buitenlanders die zich zeer voor Estland verdienstelijk maakten verleend. De presidenten blijven de ster ook na hun aftreden dragen.

## Graden
- De Estse president is de Grootmeester van de orde.

- Eerste Klasse met Keten van Terra Mariana

Deze voor staatshoofden gedachte graad draagt het versiersel aan een gouden keten en aan een breed lint over de rechterschouder. Op de linkerborst wordt de gouden ster gedragen.
- Eerste Klasse (Vergelijkbaar met Grootkruis)

Men draagt het versiersel aan een breed lint over de rechterschouder. Op de linkerborst wordt de zilveren ster gedragen.
- Tweede Klasse (Vergelijkbaar met Grootofficier)

Men draagt het versiersel aan een lint om de hals. Op de linkerborst wordt de zilveren ster gedragen.
- Derde Klasse (Vergelijkbaar met Commandeur)

Men draagt het versiersel aan een lint om de hals.
- Vierde Klasse (Vergelijkbaar met Officier)

Men draagt het versiersel aan een lint met rozet op de linkerborst.
- Vijfde Klasse (Vergelijkbaar met Ridder)

Men draagt het versiersel aan een lint op de linkerborst.

## Versierselen
Het versiersel is een witgeëmailleerde kruis met vier breder wordende armen met randen in de nationale kleuren. Boven het kruis is een beugel met het gouden Estse wapenschild beladen met drie gaande leeuwen azuur (blauw) geplaatst. Het blauwe lint is jacquardgewoven zodat de illusie van blokken ontstaat.